# غاردنر هاو
غاردنر هاو (بالإنجليزية: Gardner Howe)‏ هو سياسي أمريكي، ولد في 20 نوفمبر 1759، وتوفي في 4 يوليو 1854. انتخب عضو مجلس نواب فيرمونت.